# 영국 식품기준청
영국 식품기준청(Food Standards Agency)은 영국 정부의 비영리 정부의 산하 부서이다. 영국, 웨일즈 및 북 아일랜드의 식품과 관련하여 공중 보건을 보호한다. 공익을 위해 임명된 이사회가 주도하고 있다. 본사는 런던에 있으며, 요크(York), 버어밍험(Birmingham), 웨일즈(Wales) 및 북아일랜드(Northern Ireland)에 사무소가 있다. 기관은 스코틀랜드에 2015년 4월에 스코틀랜드 식품 기준이 형성 될 때까지 전국 사무소를 운영했다.

## 같이 보기
- 미국 식약청
- 식품의약품안전처
- WHO IARC